# Rybnica (przystanek kolejowy na Białorusi)
Rybnica (biał. Рыбніца, ros. Рыбница) – przystanek kolejowy w miejscowości Rybnica, w rejonie grodzieńskim, w obwodzie grodzieńskim, na Białorusi. Leży na linii dawnej Kolei Warszawsko-Petersburskiej.
Przystanek istniał przed II wojną światową.